# Cultura de Burquina Fasso
Dois elementos-chave da cultura do Burquina Fasso são Máscaras e Dança. As máscaras utilizadas nesta região são feitas para os ritos de sacrifício para deuses e espíritos animais nas aldeias, para demonstrar o desejo dos aldeões a bênção das bebidas pelos espíritos.

## Arte e cinema

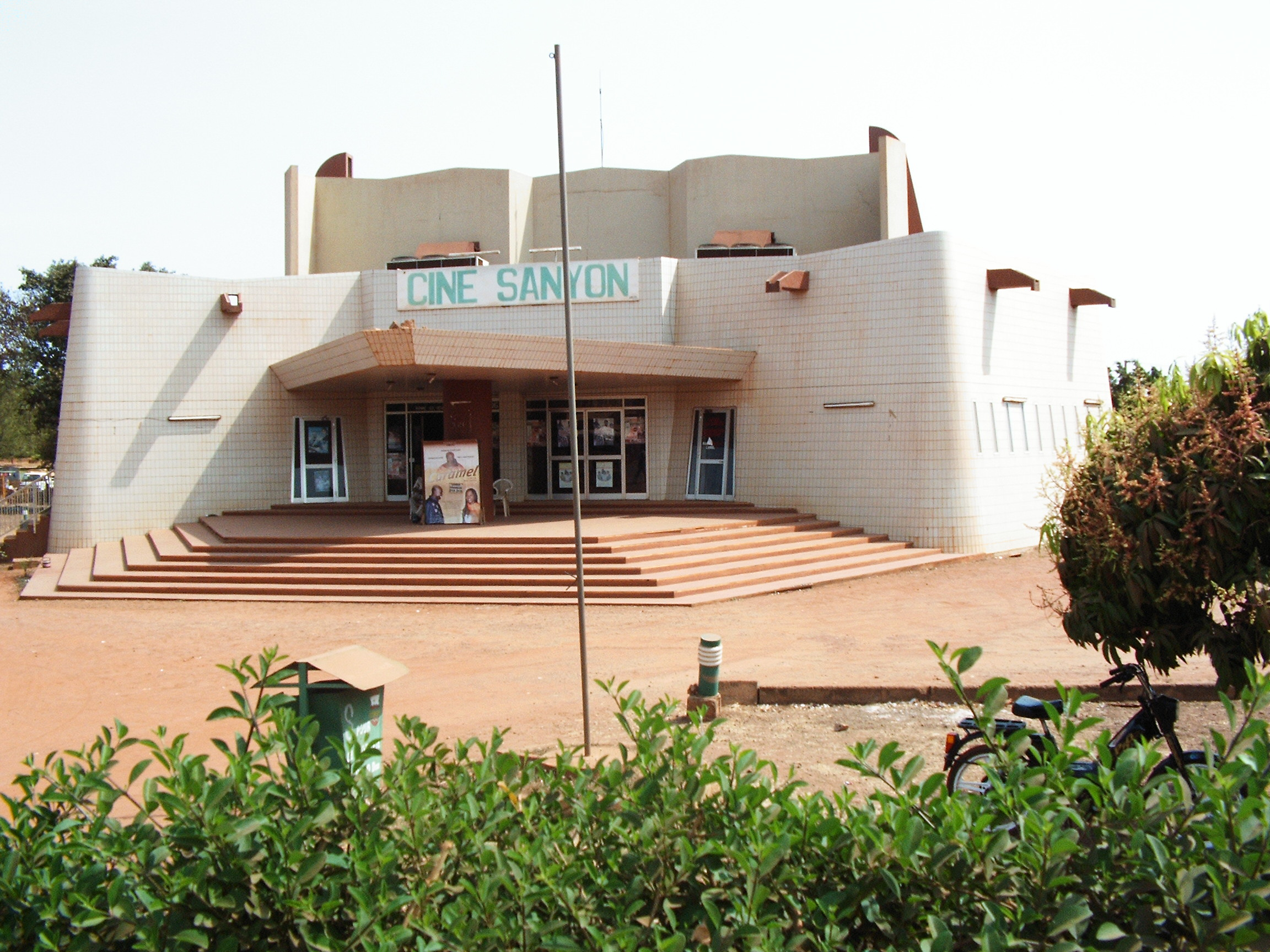
Cinema Sanyon em Bobo-Dioulasso, Burquina Fasso

O teatro popular em Ouagadougou, a capital de Burquina Fasso, é um centro de eventos sociais e culturais para o país. Ouagadougou, é um importante centro de actividade para os envolvidos em Cinema africano, e hospeda todos os anos um Festival de cinema Pan-Africano chamado FESPACO, o Festival de Ouagadougou de cinema e televisão Pan-Africano, que é um mundo-renomado dos negócios. Cultura e arte são mais exibidas em Laongo, uma área de exposição de granitos onde artistas de todo o mundo são convidados a esculpir sobre a rocha. Idrissa Ouedraogo, provavelmente o diretor africano mais bem sucedido comercialmente, é de Burquina Fasso.

## Esporte
Entre os esportes praticados no país, encontram-se o futebol, basquete, ciclismo, rugby, andebol, ténis, atletismo, boxe e artes marciais. Burquina Fasso tem enviado atletas para osJogos Olímpicos de Verão desde 1988. De acordo com o seu nome anterior, Alto Volta, o país também competiu em 1972. Apesar de aparecer em seis Olimpíadas diferentes, Burquina Fasso nunca ganhou uma medalha olímpica.